# José Aires Gomes
José Aires Gomes (Santos Dumont, 1734 — Inhambane, c. 1794) foi um fazendeiro, proprietário de terras, participante da Inconfidência Mineira. Era o filho mais novo de João Gomes Martins, fundador do Arraial que levou o seu nome, mais tarde recebeu o nome de Palmira e hoje Santos Dumont, Minas Gerais. Era casado com Maria Ignácia de Oliveira, filha do tenente-coronel Manuel Lopes de Oliveira, então proprietário da Fazenda da Borda do Campo, da qual obteve carta de sesmaria em 1749.

## O proprietário
Tornou-se proprietário da Fazenda da Borda do Campo, origem da freguesia de Nossa Senhora da Piedade, atual município de Barbacena, Minas Gerais em 1775 ao comprá-la de seu irmão mais velho, o tenente coronel Francisco Gomes Martins, que havia adquirido-a em 1768 do tenente coronel Manuel Lopes de Oliveira, futuro sogro de José Aires Gomes. Recebeu a patente de Coronel de milícias que a coroa portuguesa concedia a proprietários de terras e sesmarias, abastados, para manutenção da ordem e defesa do territorial nas adjacências das suas propriedades. Requereu e obteve em novembro de 1790 a demarcação de suas sesmarias.
Possuía também a Fazenda da Mantiqueira, "com capela e oficina de ferreiro, e as fazendas de Calheiros, Acácio e Passa Três, bem como os sítios de Quilombo e do Confisco, onde plantava trigo, e do Engenho, com um alambique, tendo em todas 114 escravos."
Proeminente personalidade mineira do período colonial, subscreveu o requerimento em que vários proprietários e membros da comunidade do Arraial da Igreja Nova de Nossa Senhora da Piedade (hoje Barbacena) pediam ao governador da capitania, Visconde de Barbacena, a sua elevação à vila. Seu nome é citado em carta de sesmaria e em inúmeros outros documentos de época, ora como homem de prestígio, senão como um dos Inconfidentes, tal como inclusive se vê nos Autos da Devassa.
Antes de tomar parte na Inconfidência Mineira, foi um grande servidor da Coroa Portuguesa, como Coronel de Cavalaria Auxiliar da Comarca do Rio das Mortes. No final do século XVIII, auxiliou o alferes Joaquim José da Silva Xavier, o Tiradentes, no combate e prisão de salteadores que infestavam a região da Serra da Mantiqueira (particularmente na descida da Serra entre as cidades de Antonio Carlos e Santos Dumont), atacando tropas que transitavam no Caminho Novo.

## O conjurado
Aires Gomes foi compadre e sócio de João Rodrigues de Macedo, que foi omitido nos processos da inconfidencia, mas é considerado uma das eminências pardas da conjuração. Na sua propriedade tiveram lugar alguns dos "conciliábulos" dos inconfidentes. Várias vezes recebeu Tiradentes em sua propriedade. A ele foram atribuídos uns versos contra os portugueses, o que também concorreu para acirrar o ódio e a prevenção dos juízes da alçada. Tais versos foram enviados ao governador, Visconde de Barbacena, em 14 de outubro de 1789, numa carta anônima, onde é se diz:
"É o dito Coronel José Aires Gomes acérrimo inimigo dos filhos de Portugal, como consta do papel incluso da sua própria letra e que costuma falar deles com muita injúria, liberdade e soberba, fazendo-se poderoso com o senhorio que tem de mais de 40 e tantas sesmarias nas Gerais da Mantiqueira e contestam até o Paraibuna, jactando-se que no Brasil ninguém tem maior ducado do que ele."
Detido e imediatamente levado preso para o Rio de Janeiro, não lhe foi permitido despedir-se de sua esposa e filhos, segundo a tradição.
Na sentença contra os Inconfidentes lê-se com relação a José Aires Gomes: "que sem embargo do réo estar persuadido de que havia levante, e devendo ainda persuardir-se mais por lhe dizer o padre Manuel Rodrigues da Costa, contando-lhe o réo a pratica que tinha tido com o réo Tiradentes - que as cousas estavam mais adiantadas - o que o mesmo réo confessa a fls. 3 do App. n. 24, contudo nem tendo por certo o perigo do Estado se resolveu a delatar ao General o que sabia... e que supposto o réo não soubesse especificadamente dos ajustes da conjuração e de quem eram os conjurados, contudo que maliciosamente ocultava o que sabia, para que não se embaraçasse a sublevação que satisfeito esperava."(SIC).
Em 20 de abril de 1792 foi condenado a degredo para toda a vida em Ambaca, em Angola, apreendidos os seus bens para o Fisco e Câmara Real, sentença esta depois modificada para a pena de oito anos de prisão em Inhambane, em Moçambique. Antes de embarcar deixou anotado no seu livro de notas:
"Livro de José Aires Gomes que deixa nesta cidade do Rio de Janeiro para se entregar a minha mulher D. Maria Ignácia de Oliveira e a meus filhos João Ribeiro, José Aires, João Aires Gomes e a meu cumpadre e Revdmo. Pe. Silvestre Dias de Sá para saberem das minhas dívidas e pagar-se as minhas dívidas até onde chegar o valor dos meus bens para desencargo de minha consciência. Feito este 1º assento neste livro em 6 de maio de 1792 que como vou degredado para Moçambique para o Presídio de Inhambane e poderei morrer para se saberem arrumar, e ainda que fiquem sem nada paguem a todos. (a)José Aires Gomes."
Seguiu para Inhambane a 23 de maio de 1792, a bordo do navio Nossa Senhora da Conceição Princesa do Brasil, faleceu com  pouco mais de 60 anos. As suas propriedades foram levadas à praça e arrematadas por sua mulher. É considerado um dos mártires da Conjuração Mineira.

## Descendência
José Aires Gomes teve uma grande descendência, além dos filhos deixou ainda duas filhas: Ana Perpétua de Oliveira e Maria Antônia de Oliveira, esta casada com o capitão José Rodrigues de Lima, natural do Paracatu, que o sucederam na sua propriedade na Fazenda da Borda do Campo.
De Maria Antônia e José Rodrigues de Lima descendem diretamente os Penidos, os Penido Burnier e os Barbosa Lage, de Juiz de Fora, os Miranda Ribeiro filhos do Visconde de Uberaba, os Duarte Badaró, de Minas Novas, os Vidigais e os Rodrigues Silva, do Piranga, os Lima Duarte, os Miranda e os Miranda Ribeiro e os Andradas mineiros e ainda, os Paula Lima (que emprestam o nome a antiga freguesia de Chapéu d'Uvas em Juiz de Fora) e os Miranda Lima, todas famílias mineiras.